# Usky
Marwen Zaibat, dit Usky, né le 30 janvier dans le 12e arrondissement de Paris, est un rappeur et chanteur français.

## Biographie
Cadet d'une famille de cinq enfants, il grandit dans le quartier parisien d'Aligre avec sa mère d'origine tunisienne et ses frères et sœurs. À la fin des années 1990, ils sont expulsés de leur domicile et emménagent à Porte dorée, lieu qui porte le nom de trois de ses albums (Porte dorée : saison 1, 2 et 3). Usky est confié à la garde de son père en région Rhône-Alpes. Usky déclare à propos de cette période : « j'ai connu la vie en HLM sur Paris, j'ai connu celle en province où tu attends le bus pendants trois heures... des personnes incarcérées, d'autres qui ont fait science-po... je me sens bien partout, je ne vis pas à travers un code postal, je vis à travers ce que je crée, je suis le reflet de toutes ces personnes et ces lieux que j'ai fréquentés »,.
Au début des années 2000, son père l’initie au monde du rap avec la découverte de groupes comme NTM, 113, Lunatic, Booba, Rohff et la Mafia K'1 Fry durant plusieurs années. Il se rend notamment au Paléo Festival avec lui. Il déclare plus tard lors d'une interview pour Spotify à propos de cette période : « c'est mon père qui m'a mis dans le rap sans le vouloir ».
En 2012, il obtient un baccalauréat littéraire avant de poursuivre des études en Science politique et sociologie à l'université Lumière Lyon 2[réf. souhaitée].
Il pratique la boxe anglaise pendant plusieurs années avant de se faire retirer sa licence pour une rixe hors du ring. Il regagne par la suite la capitale et retourne chez sa mère.
Il fait ses débuts dans le rap en 2015 avec un freestyle auditeur pour l’émission  planète rap présenté par Fred Musa sur la radio Skyrock.
À la suite de sa performance, l'animateur radio lui demande de rejoindre le plateau de tournage sur lequel le rappeur Fababy se produit ce soir-là.
En 2016, il publie Mojo, son premier EP. Il rejoint alors Warner Music France avec une signature au sein du label Elektra France qu’il quitte en 2017 sans avoir sorti de projet.
En 2017, il se rend à Miami pour travailler sur un nouvel EP intitulé Outsider puis enchaine en 2018 avec sa première mixtape Porte dorée : saison 1, le premier volet d’une trilogie qui s’étale sur trois saisons en deux ans.
Il conclut de multiples collaborations avec des artistes comme Jok'Air, K’point, Lord Esperanza, Monsieur Nov, Cinco, Tengo John, Doxx, etc.
En parallèle, il lance sa première tournée et se produit sur plusieurs scènes, avec Kohh, Keith ape ou encore Tyga au Bataclan.
En 2019, il signe en édition  chez Universal Music France et commence à côté de sa vie artistique une carrière de réalisateur audio, auteur et compositeur.
Il collabore alors avec des artistes tels que Matt Pokora, Benash, Medine et plusieurs autres dans le milieu de la pop et la variété française.
En 2020, il explique la signification de ses tatouages pour le magazine GQ France et raconte : « nos grands mères en Tunisie étaient les premières à en avoir, c'est une culture berbère particulière, personne en France ne peut comprendre. Moi j'ai connu le milieu étudiant, le milieu classique du schéma métro, boulot, dodo et j’ai souvent remarqué que cela ne payait pas forcément, j'ai juste décidé de croire en moi, de faire ce que j'aime et d'y aller à fond sans me soucier du regard des autres ».
En 2021, il publie Sextasy.
En 2022, il fonde Porte dorée publishing et signe un contrat de co-édition avec Booba et Tallac Records avant de signer officiellement sur le label 92i 
En 2023, le 23 mai sort son premier EP Rétina au sein du label 92i avec les singles Donatello puis Rétina, titre éponyme du projet en featuring avec SDM (rappeur) et Booba sur le morceau 3.5.7. Au 20 juillet 2023, soit 2 mois après sa sortie, l'album s'est écoulé à près de 20 millions de streams.
En 2023, il apparait dans le rôle de Pasqual Pereia dans la série 66.5 et commence une carrière d'acteur en parallèle de la musique au sein de l'agence UBBA.
En 2024, il joue le rôle de Kamal Ben Ali dans la série Ourika sur Amazon prime.
En 2024, Booba publie son onzième album solo album Ad vitam aeternam et collabore avec Usky sur le titre Bénigni. L'album se classe numéro un des ventes puis disque d'or trois mois après sa sortie.
En 2024, Usky publie Anhédonie, un album 12 titres sorti au sein du label 92i avec Green Montana, Bekar et JSX,. Son titre reprend un symptôme médical retrouvé dans certaines maladies psychiatriques, l'anhédonie.
En 2025, Usky publie NOURA, son premier album solo.

## Discographie

### Albums
- 2025 : Noura

### Mixtapes
- 2018 : Porte dorée : saison 1
- 2019 : Porte dorée : saison 2
- 2020 : Porte dorée : saison 3
- 2021 : Sextasy
- 2024 : Anhédonie

### EPs
- 2016 : Mojo
- 2017 : Outsider
- 2020 : Trilogy
- 2023 : Rétina

### Singles
- 2018 : Saori
- 2018 : Talons
- 2019 : Fossette (feat. Jok'air)
- 2020 : Kill Bill
- 2021 : Satin
- 2021 : Sextasy
- 2023 : Rétina (feat. SDM)
- 2023 : 3.5.7 (feat. Booba)
- 2024 : Aaliyah (feat. Green Montana)
- 2024 : Béni (feat. Bekar)
- 2024 : Hades
- 2025 : Noura
- 2025 : God Bless
- 2025 : Félonie
- 2025 : Uluwatu

### Apparitions
- 2017 : Monsieur Nov, avec 3010 et Jewel Usain - Flammes
- 2018 : Swift Guad - L’addition (sur l'album Vice, Vol.3 )
- 2021 : Jewel Usain - T'avais des rêves (sur l'album Mode Difficile)
- 2023 : Sicario - Enfant terrible (sur l'album Silence)
- 2024 : Booba - Bénigni (sur l'album Ad Vitam Aeternam)